# 유명선
유명선(1965년 9월 3일 ~)은 삼성 라이온즈의 전 야구 선수다. 현재 계명대학교 감독을 맡고 있다. 삼성 라이온즈 투수 중 최초로 데뷔전에서 선발승을 거두었다.
한편, 1988년 삼성 라이온즈 1차지명되었으나 세일통상 야구단 입단으로 선회했지만 회사 파산 선고와 함께 팀이 해체된 뒤 방위복무를 하기도 했다.

## 출신 학교
- 대구중학교
- 포항제철공업고등학교
- 계명대학교

## 같이 보기
- 1990년 삼성 라이온즈 시즌